# Otospermophilus variegatus
Il citello delle rocce (Otospermophilus variegatus (Erxleben, 1777), syn.: Spermophilus variegatus) è un roditore della famiglia degli Sciuridi (Sciuridae). Originario dell'America settentrionale, vive negli Stati Uniti sud-occidentali e nelle regioni settentrionali e centrali del Messico. In ogni parte del suo areale è la specie di scoiattolo di terra più grande.

## Descrizione

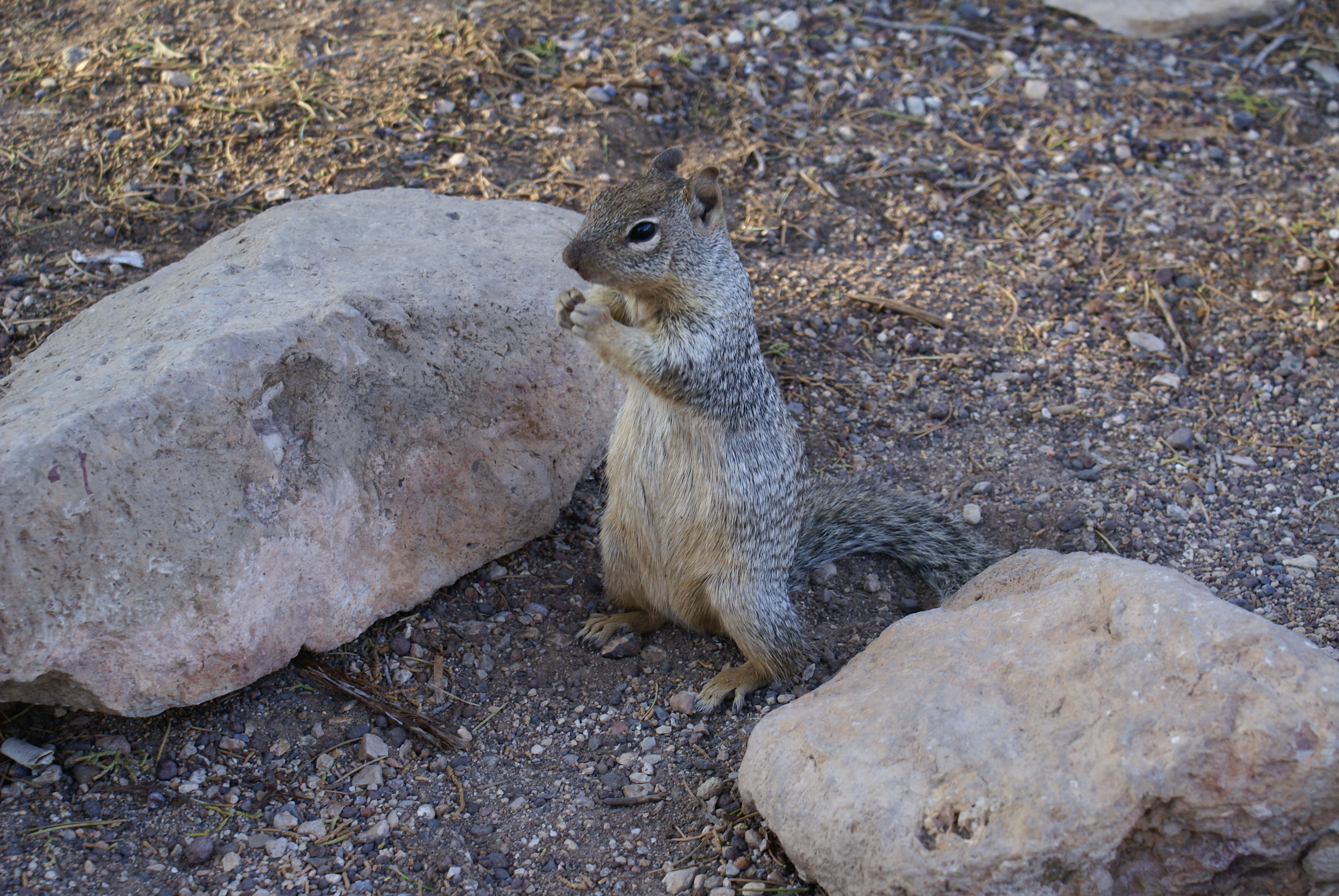
Citello delle rocce nel parco nazionale del Grand Canyon.

Il citello delle rocce è la specie più grande del genere Otospermophilus e il più grande tra gli scoiattoli di terra che occupano il suo areale. Presenta una lunghezza totale di 430-530 millimetri e pesa tra 600 e 850 grammi; i maschi sono leggermente più grandi delle femmine. Ha testa e occhi grandi; le orecchie, situate sulla parte superiore della testa, sono molto più lunghe che larghe. Il collo è relativamente lungo e spesso. Gli arti anteriori sono più corti di quelli posteriori.
La coda è lunga e folta, ma meno pronunciata di quella degli scoiattoli arboricoli. La pelliccia del dorso è costituita da un miscuglio di peli bianchi, neri e bruno-giallastri chiari. Tuttavia, il colore della pelliccia varia molto da una popolazione all'altra, nonché da individuo a individuo. Le parti inferiori presentano una colorazione diversa, che varia dal bianco-grigiastro o bruno-giallastro rosato al bruno-cannella. La testa va dal bruno-giallastro al quasi nero.
Il citello delle rocce possiede delle aperture nel cranio sopra gli occhi (foramen supraorbitale) e una colorazione grigiastra sui lati della testa, che il citello dalla coda ad anelli e il citello tropicale non hanno. In questi, le aperture sopra gli occhi sono chiuse e i lati della testa sono bruno-arancio chiaro o bruno-giallastro chiaro. Il citello di Beechey e il citello della Bassa California, diversamente dal citello delle rocce, hanno il collo e le spalle biancastri. Inoltre, l'areale del citello delle rocce è nettamente separato da quello del citello di Beechey e del citello della Bassa California: il primo vive in California e Nevada, a ovest del citello delle rocce, e il secondo si trova solo nella Bassa California (Baja California). Inoltre, il citello delle rocce si differenzia dal citello di Beechey per il colore del mantello; quest'ultimo è anche più piccolo e ha una coda più corta rispetto alla lunghezza del corpo.

## Biologia

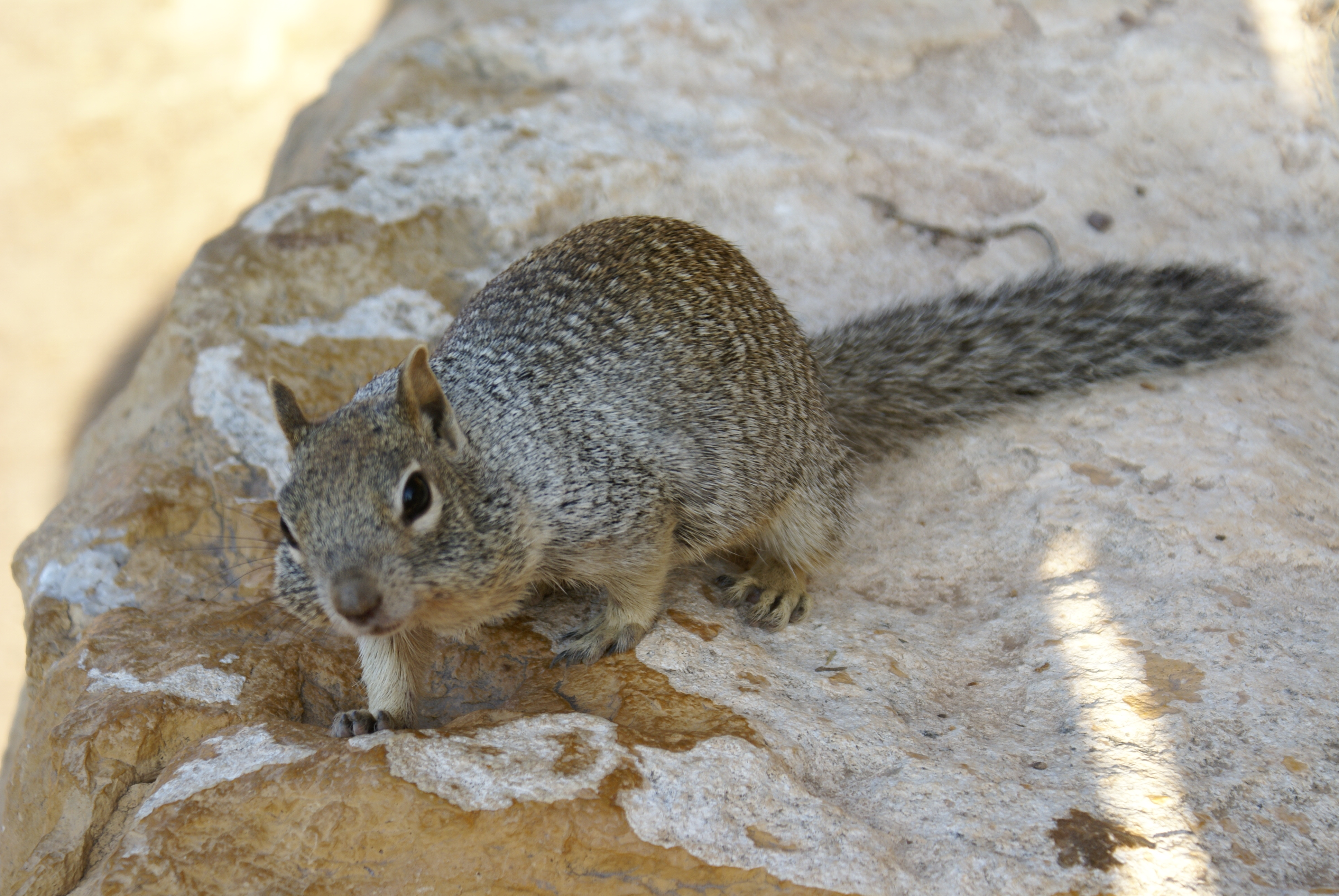
Citello delle rocce su un terreno roccioso naturale nel parco nazionale del Grand Canyon.

Come suggerisce il nome, i citelli delle rocce preferiscono le regioni caratterizzate da un substrato roccioso. Se questo non è disponibile in forma naturale, risiedono principalmente nei pressi di vecchi edifici, muri in pietra o altre strutture artificiali. I citelli delle rocce vivono prevalentemente nei prati di altopiano e nelle praterie disseminate di alberi di quercia (savane). Si incontrano di rado in pianure aperte, deserti e foreste montane di alta quota. La specie si spinge fino a 2900 metri di altezza.
I citelli delle rocce possono vivere da soli o in gruppo. Nelle regioni con una maggiore densità di popolazione, formano colonie in cui è possibile osservare comportamenti sociali, come maschi che ricoprono un ruolo dominante o consumo congiunto di cibo. Nelle regioni con una minore densità di popolazione, invece, il comportamento sociale è meno pronunciato. Maschi e femmine vivono separatamente e di solito entrano in contatto solo durante la stagione degli amori.

### Tana
I citelli delle rocce vivono in tane sotterranee, che molto spesso si trovano su pendii ripidi e vicino a letti di fiumi asciutti sotto affioramenti rocciosi, alberi o cespugli. Inoltre, intorno alla tana vi è spesso un numero superiore alla media di ceppi d'albero che possono fungere da punti di osservazione. Nelle regioni più settentrionali, gli ingressi si trovano principalmente su pendii rivolti a sud o a ovest, in modo che in primavera la neve che li ricopre si sciolga prima. Nelle regioni più meridionali gli ingressi sono rivolti soprattutto a nord, in modo che in estate possa penetrare nella tana una quantità minore della forte radiazione solare.
Forse i citelli delle rocce costruiscono le loro tane su pendii più ripidi perché sono meglio drenati durante la stagione delle piogge estiva. Inoltre, vengono prediletti i siti vicini ai letti di fiumi asciutti perché tali aree offrono una maggiore disponibilità di cibo.

### Alimentazione
Il citello delle rocce trascorre gran parte della giornata, soprattutto il mattino, a raccogliere cibo, che trova sia a terra che sugli alberi. Una parte viene consumata proprio nel luogo in cui viene trovata. Spesso il cibo viene portato sui posti di vedetta e mangiato lì. Inoltre, una grande quantità di cibo viene immagazzinata nelle tasche guanciali per poi essere seppellita in piccoli fori nel terreno. Le tasche guanciali del citello delle rocce sono molto grandi: in quelle piene di un esemplare furono contate 62 ghiande di quercia di Gambel.
Il citello delle rocce si nutre di piante verdi, frutti, noci, cereali, bacche, radici, fiori, cactus, invertebrati come cavallette, coleotteri e lombrichi, nonché piccoli vertebrati come giovani tacchini e altri uccelli.

### Riproduzione
Il citello delle rocce è una specie poliginica. Se più animali convivono in una colonia, il maschio dominante all'interno del gruppo difende il suo diritto di accoppiarsi con le femmine in combattimenti talvolta feroci. Nelle regioni in cui il numero di esemplari è più scarso e gli esemplari conducono prevalentemente un'esistenza solitaria, il loro territorio si ingrandisce notevolmente durante la stagione degli amori da 0,7-1,6 ettari a circa otto ettari.
La lunghezza e l'inizio della stagione degli amori del citello delle rocce dipendono dalla latitudine e dall'altitudine a cui vivono gli animali. Nel sud-est dell'Arizona, i maschi diventano fertili tra la fine di marzo e l'inizio di luglio e le femmine tra la metà di maggio e la metà di giugno. Gli accoppiamenti hanno luogo tra la metà di aprile e l'inizio di luglio e, come in altre regioni, dipendono dalla stagione delle piogge estiva. I giovani possono lasciare la tana poco dopo l'inizio della stagione delle piogge, quando la vegetazione cresce rigogliosa e la disponibilità alimentare è maggiore.
La stagione degli amori dura circa quattro settimane nello Utah e circa sei settimane nel Texas centrale. Nel Nuovo Messico può protrarsi anche per 14 settimane. Il maschio esegue prima una sorta di danza di corteggiamento con la femmina. Quindi questa si ritira nella tana, mentre il maschio la insegue. L'atto di accoppiamento vero e proprio avviene all'interno della tana.
La gravidanza dura circa 30 giorni, trascorsi i quali vengono partoriti tra i tre e i nove piccoli (in media 4,8), che pesano in media 7,8 grammi. Vengono allattati dalla madre per circa due settimane e rimangono nella tana per altre sei settimane prima di uscire per la prima volta. I piccoli, che ora pesano circa 100 grammi, vengono ancora nutriti dalla madre per circa tre giorni. Rimangono nello stesso territorio della madre e usano la sua tana fino a 14 settimane dopo averla lasciata per la prima volta. Raggiungono la maturità sessuale dopo un anno o due.

### Predatori
Oltre ai rapaci e a carnivori come la lince rossa, la volpe grigia, il procione e il tasso americano, i principali nemici del citello delle rocce sono i serpenti. Poiché i citelli vivono in simpatria con i serpenti velenosi, hanno sviluppato un comportamento particolare nei confronti dei serpenti. Se c'è un serpente nelle vicinanze, si avvicinano e assumono una posizione allungata. Poi scodinzolano e lanciano pezzi di legno o piccoli sassi. A volte attaccano direttamente il rettile. I citelli delle rocce sono immuni al veleno dei serpenti a sonagli.
Come ulteriore misura per evitare i nemici, il citello delle rocce utilizza numerosi punti di osservazione come rocce o ceppi d'albero, dove spesso mangiano o riposano. Se un nemico si avvicina, gli animali si avvertono a vicenda. I citelli delle rocce emanano un forte odore di muschio dalle loro ghiandole anali quando vengono disturbati.

## Distribuzione e habitat
Il citello delle rocce è molto diffuso negli Stati Uniti sud-occidentali e nel Messico settentrionale. Negli Stati Uniti, la specie si incontra nella maggior parte del Nuovo Messico e dell'Arizona fino all'altopiano di Edwards e al Pecos River (Texas trans-Pecos) a est e fino alla California a ovest. A nord si trova in Colorado, in particolare a ovest della Front Range, e nella maggior parte dello Utah fino al Nevada orientale. In Messico, l'areale si estende su quasi tutte le regioni settentrionali e centrali del paese fino a Puebla, Colima, Guerrero, México e Morelos, fatta eccezione per le pianure a est.

## Tassonomia
Il citello delle rocce è uno scoiattolo di terra appartenente al genere Otospermophilus. Venne descritto per la prima volta nel 1777 da Johann Christian Polycarp Erxleben. Per lungo tempo è stato classificato, come tutti i citelli, nel genere Spermophilus, seppur all'interno del sottogenere Otospermophilus, ma dopo un'esauriente indagine di biologia molecolare quest'ultimo è stato considerato un genere indipendente, come molti altri ex sottogeneri.
Ne esistono otto sottospecie:
- O. v. buckleyi (Slack, 1861) (Texas centrale e sud-occidentale);
- O. v. couchii (Baird, 1855) (Messico nord-orientale, in particolare Coahuila);
- O. v. grammurus (Say, 1823) (principalmente Arizona, Nuovo Messico e Colorado, nonché Messico nord-occidentale);
- O. v. robustus (Durrant e Hansen, 1954) (principalmente Nevada orientale);
- O. v. rupestris (J. A. Allen, 1903) (Messico settentrionale, in particolare Durango, Sinaloa e parte meridionale di Chihuahua);
- O. v. tularosae (Benson, 1932) (Nuovo Messico centrale);
- O. v. utah (Merriam, 1903) (in particolare Utah);
- O. v. variegatus (Erxleben, 1777) (Messico centrale).

## Conservazione

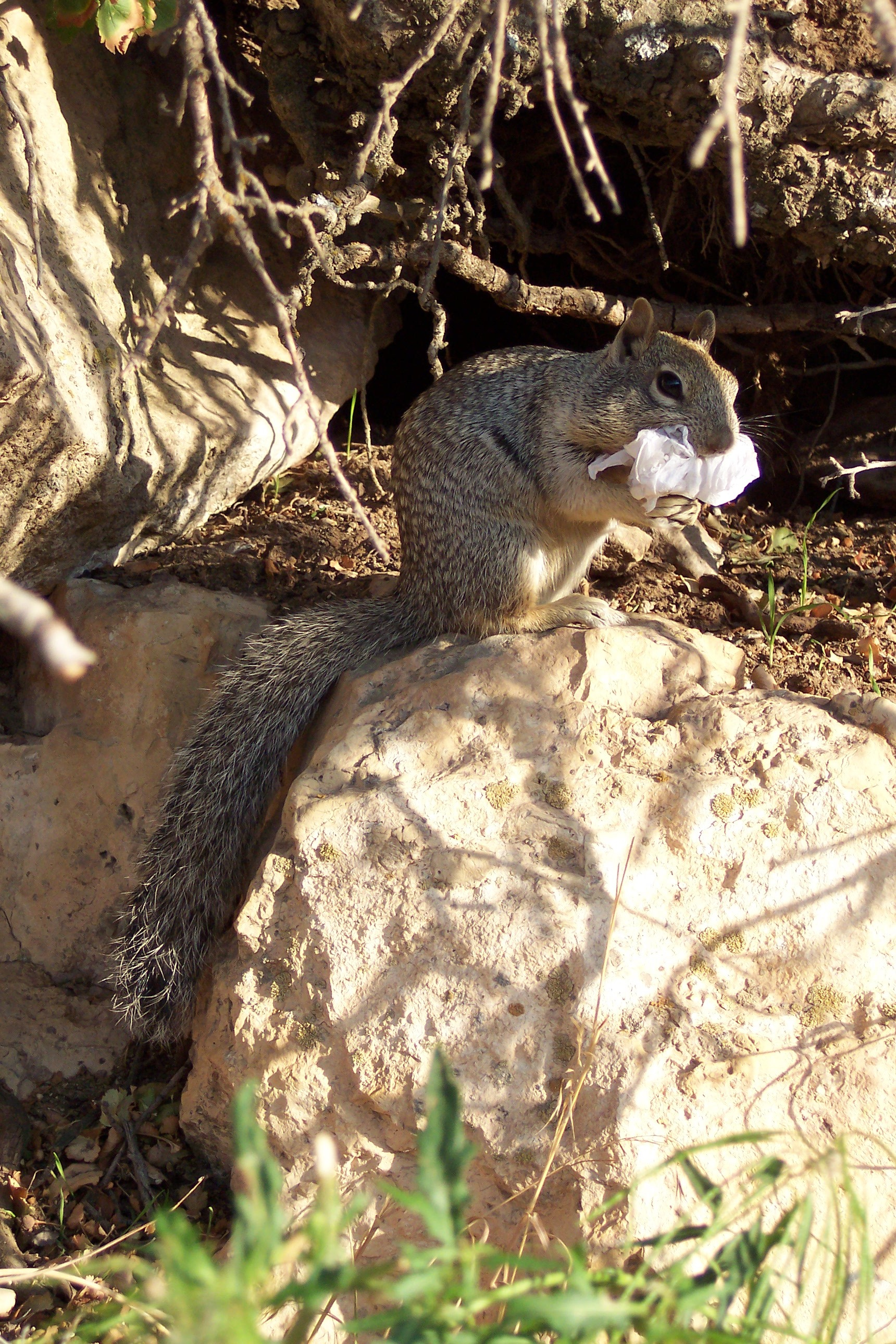
Un citello delle rocce ha raccolto un pezzo di carta.

I citelli delle rocce a volte sono stati considerati una seccatura perché occasionalmente danneggiano le colture. Sebbene i danni effettuati non fossero significativi, sono stati duramente perseguitati per questo. I citelli sono ospiti di numerosi ectoparassiti e sono noti per essere portatori, tra gli altri, di tularemia, febbre maculosa delle Montagne Rocciose e brucellosi. Sulla lista rossa della IUCN il citello delle rocce figura come «specie a rischio minimo» (Least Concern).